# Harlan Lattimore
Harlan Lattimore  (* 25. November 1908 in Cincinnati, Ohio; † Juli 1980) war ein US-amerikanischer Jazzsänger.

## Biographie
Der Baritonsänger Harlan Lattimore, der in verschiedenen Jazzorchestern der 1930er Jahre arbeitete, darunter bei Don Redman, war als der „schwarze Bing Crosby“ populär. Er wuchs in Cincinnati auf, wo er das College besuchte und durch Sendungen des Radiosender WLW bekannt wurde; dabei begleitete er seinen Gesang mit der Gitarre. Im März 1932 kam er nach New York City, wo er mit Fletcher Hendersons Orchester aufnahm („I Wanna Count Sheep“). Bald danach nahm ihn Don Redman als Bandvokalisten unter Vertrag. Erste Aufnahmen entstanden schon 1932, als er in Lee Wileys Song „Got the South in My Soul“ als Refrainsänger zu hören war. Zwischen 1932 und 1936 nahm er etwa zwanzig Titel mit Redmans Orchester auf, von denen auch einige unter Lattimores Namen veröffentlicht wurden (wie „Chant of the Weed“, „I Heard“ und 1932 „The Reefer Man“ als Harlan Lattimore and the Connie’s Inn Orchestra auf Columbia); die Verbindung zu dem Bandleader bestand während der ganzen 30er Jahre. Zu seinen Aufnahmen mit Don Redmans Orchester gehörten u. a. „Doin’ the New Low Down“ 1932 und „Shuffle Your Feat“ 1933.
Sein Gesang, der mit seinem Timbre stark an Bing Crosby erinnerte, war auch auf Studioaufnahmen als Refrainsänger mit den (weißen) Tanzorchestern von Victor Young, Abe Lyman und Isham Jones zu hören; außerdem hatte er zwei Aufnahmesessions mit Fletcher Henderson und weitere bei kleineren Labels der American Record Company, wie Melotone, Banner, Oriole, Romeo und Perfect. Zu hören war Lattimore auch in den damaligen Radiosendungen mit Redman, in dessen Band er auch in einem Kurzfilm der Vitaphone zu sehen war, in dem er eine Version von Harold Arlens „Ill Wind“ singt.
Seine Karriere war ständig von Drogenproblemen überschattet; nach 1937 verbrachte er einige Zeit im Gefängnis. Nach seinem Militärdienst im Zweiten Weltkrieg verschwand er aus der Musikszene. Ein kurzer Comebackversuch Ende der 1940er-Jahre scheiterte und Harlan Lattimore lebte vergessen bis zu seinem Tod im Jahre 1980.

## Würdigung
Nach Ansicht von Will Friedwald hätte Harlan Lattimore der erste afroamerikanische Unterhaltungsstar werden können; „seine (Drogen-) Abhängigkeit stellte jedoch nur eines seiner Probleme dar und lieferte der rassistischen Gesellschaft den Vorwand, ihn wegen eines weitaus schlimmeren Verbrechens hinter Gitter zu bringen, (nämlich wegen) der Tatsache, dass ein schwarzer Sänger es wagt von der Liebe zu singen, vor allem dann, wenn weiße Frauen es hören könnten“.
Harlan Lattimores Verdienst war es, als afroamerikanischer Sänger ein Vorbild für spätere Künstler wie Nat King Cole oder Billy Eckstine gewesen zu sein. Dieser erinnerte sich 1947 an ihn als „einen der Jungs, die mich inspirierten“.

## Diskographische Hinweise
- Fletcher Henderson 1931-1932 & 1932-1934 (Classics)
- Don Redman 1931-1933 (Classics)